# Jan Zeh

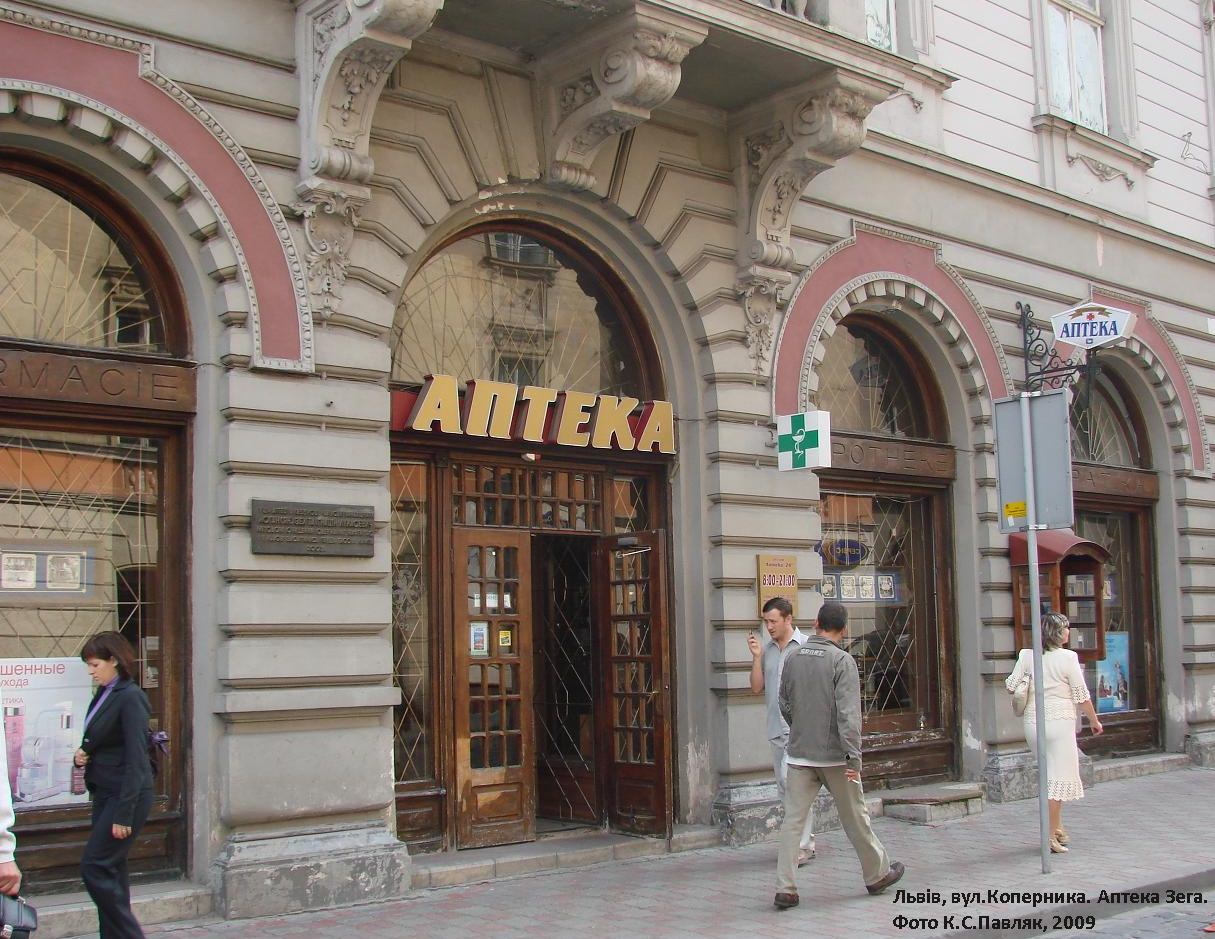
Apotheke in Lemberg, in der Zeh arbeitete

Jan Zeh (* 2. Juli 1817 in Łańcut; † 26. Januar 1897 in Borysław) war ein polnischer Unternehmer und Pharmazeut.
Jan Zehs Eltern waren der Apotheker Johann Ludwig und dessen Frau Kristine. Die Familie war zwei Generationen vor seiner Geburt aus Ungarn nach Polen eingewandert. Nach dem Abitur in Sambor begann er dort 1830 seine Lehre in einer Apotheke, in der er seine erste Bekanntschaft mit Öl machte. Von 1844 bis 1847 studierte Zeh schließlich Pharmazie in Wien.
1848 begann Zeh in Lemberg in der Apotheke Pod Złotą Gwiazdą (dt. Unter dem goldenen Stern) von Piotr Mikolasch (1805–1873) zu arbeiten, die damals die größte pharmazeutische Einrichtung in Galizien war. Während dieser Zeit erfuhr er von einem Destillationsapparat für Rohöl, dessen Destillat als Medizin für Schafe vertrieben wurde. Bis 1840 verlor er jedoch dessen Spur. 1850 erhielt er ein Patent für eine Wiederverwendung von Wasserdampf in der Dampfmaschine.
In Drohobycz beschäftigten sich zwei jüdische Geschäftsleute, Abraham Schreiner (1812–1898) und Leib Stiermann mit der Verkochung von Bergteer auf Wagenschmiere. Schreiner versuchte auch Bergöl zu destillieren und brachte sein trübes, stinkendes, grünliches Destillat in die Apotheke. Mikolasch hatte 1852 ein chemisch-pharmazeutisches Labor erworben, in dem Zeh zusammen mit Ignacy Łukasiewicz in wochenlangen Experimenten ein klares, geruchloses Kerosin herstellte. Zur Reinigung verwendeten sie Schwefelsäure und Natrium. Im März 1853 hatte der Klempner Adam Bartkowski ihm eine Öllampe gebaut und am 27. Mai 1853 meldete er sein Verfahren zur Reinigung von Öl zum Patent an, das im Dezember in Wien ausgestellt wurde.
Er erhielt eine Lizenz für seine Destillerie in Drohobycz und eröffnete in einem Lemberger Holzhaus einen Ölladen, in dem er auch aus Ozokerit produzierte Paraffinkerzen verkaufte. Auf der Ersten Allgemeinen Deutschen Industrieausstellung in München erhielt er 1854 ein Ehrendiplom für sein Öl.
Am 12. Februar 1858 entzündete er im Laden eine Pfütze Kerosin, wobei der Laden abbrannte und seine Gattin Dorothea, geb. Obłoczyńska (21) und ihre jüngere Schwester Hermina (17) umkamen. Am Ende des Jahres eröffnete er einen neuen Laden in der Theaterstraße (pln. Ulica Teatralna).
Als 1875 die Ölvorkommen erschöpften, erhielt er die Lizenz für eine Apotheke in Borysław, die er im März 1876 eröffnete. Im selben Jahr heiratete er Maria, die dritte Schwester, mit der er die Töchter Amelia und Stefania hatte.